# Якимовка (Жигаловский район)
Якимовка — деревня в Жигаловском районе Иркутской области России. Входит в состав Чиканского сельского поселения. Находится на левом берегу реки Тутура, примерно в 9 км к востоку-северо-востоку (ENE) от районного центра, посёлка Жигалово, на высоте 425 метров над уровнем моря.

## Население
| 2002 | 2010 | 2011 | 2012 |
| ---- | ---- | ---- | ---- |
| 114  | ↘91  | ↘90  | ↘83  |

## Улицы
Уличная сеть деревни состоит из одной улицы.